# Alfred Bachmann
Alfred Bachmann, född 1863, död 1956, var en tysk konstnär.
Bachmann var från 1891 bosatt i München. Han målade i första hand marinmålningar och kustlandskap, till vilka han hämtade motiven från sina många studieresor, bland annat i England och Skandinavien.